# Schistochila ruahinensis
Schistochila ruahinensis là một loài rêu trong họ Schistochilaceae. Loài này được E.A. Hodgs. mô tả khoa học đầu tiên năm 1972.